# Janko Alexy

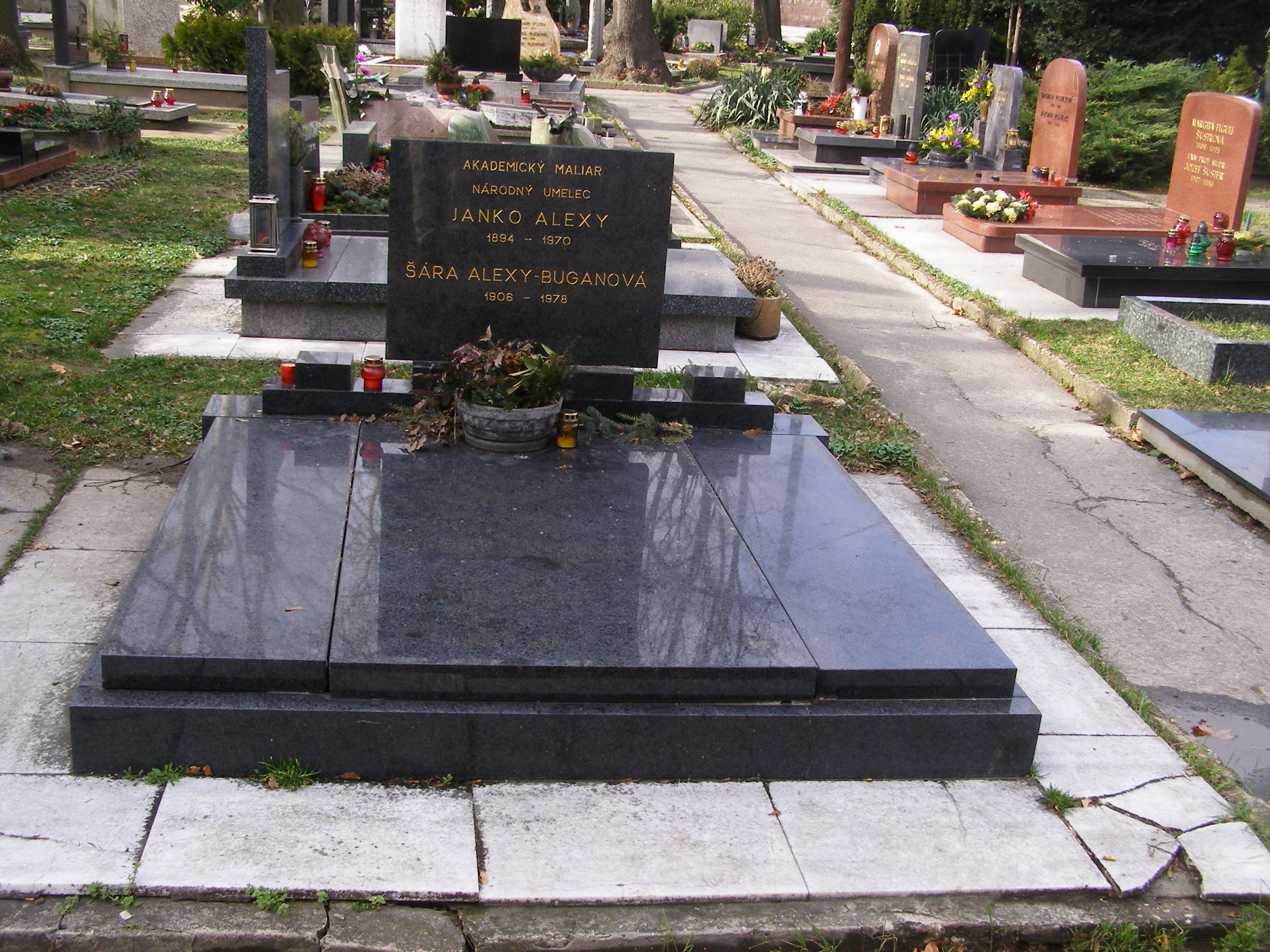
La tomba di Janko Alexy al cimitero di Slávičie údolie a Bratislava.

Ján Pavol Alexy, detto Janko (Liptovský Mikuláš, 25 gennaio 1894 – Bratislava, 22 settembre 1970), è stato uno scrittore e pittore slovacco.

## Biografia
Nacque nella numerosa famiglia di un sellaio. Ricevette la sua istruzione a Liptovský Mikuláš e in seguito al ginnasio di Lučenec. Dopo aver completato i suoi studi, lavorò come tirocinante in una farmacia di Prievidza. Dal 1919 continuò i suoi studi a Praga presso l'Accademia di pittura, e nel 1920 compì un soggiorno di studio di un semestre a Parigi. Dopo aver completato gli studi, divenne professore di disegno al ginnasio di Bratislava e dal 1927 si dedicò solo all'attività artistica. Nel 1930 si stabilì a Martin, in seguito a Piešťany e tornò a Bratislava nel 1937.
Nel 1964 lo Stato gli conferì il titolo di Artista nazionale.

## Attività
È una delle personalità fondamentali dell'arte moderna slovacca e fu un organizzatore della vita culturale.
Per quanto riguarda le arti figurative la sua vasta opera comprende circa 1.300 oli, pastelli, tempere e disegni ispirati all'arte popolare, alle leggende e ai paesaggi. Negli anni 1950 creò composizioni per architettura e arazzi. In seguito tornò ad essere ispirato dall'arte popolare. Si impegnò con successo per la ricostruzione del Castello di Bratislava.
La sua opera letteraria per lui non fu prioritaria, ma tuttavia fu costante e non trascurabile - pubblicò più di 20 libri. Insieme con Gejza Vámoš fondò (1922) e pubblicò la rivista artistico-letteraria Svojeť. La caratteristica principale della sua prosa è l'autobiografia, l'immediatezza di esperienze infantili e studentesche, ma anche la descrizione dei personaggi e l'atmosfera dell'ambiente artistico di Bratislava.
La sua opera letteraria è ancorata alle esperienze personali dell'infanzia e della gioventù. È impressionante per la sua facilità di improvvisazione, per l'umorismo amabile con una piacevole dose di autoironia, per la sincerità e la spontaneità emotiva. Nelle sue opere si trovano come personaggi molti bambini e lo stesso narratore racconta le proprie vicende dal punto di vista di un ragazzo visionario, i cui sogni di un mondo di bellezza, di amore e di bontà si infrangono contro la dura realtà della vita. Il racconto "Ondrejko" rappresenta un'incisiva raffigurazione artistica delle ingiustizie sociali contro i bambini nel periodo tra le due guerre del XX secolo e manifesta la compassione dell'autore per la sofferenza e l'umiliazione. Tuttavia, questa compassione non scade nel sentimentalismo. Ondrejko nella miseria e nella malattia mortale sogna un grande successo. E così il risultato artistico di questo studio dell'anima del bambino è la risata attraverso le lacrime, nello stile di Gogol' e Čechov.

## Opere letterarie
- 1924 – Jarmilka, raccolta di brevi prose, con introduzione di Štefan Krčméry
- 1928 – Grétka, raccolta di brevi prose
- 1930 – Veľká noc ("Natale"), raccolta di brevi prose
- 1932 – Na voľnej vôľuške ("Nella zampetta libera"), libro di romanzi d'appendice e scene
- 1935 – Hurá ("Urrà"), primo romanzo (in 2 parti)
- 1936 – Už je chlap na nohách ("Il ragazzo è già in piedi"), romanzo
- 1940 – Zlaté dno ("Il fondo d'oro")
- 1942 – Dom horí ("La casa brucia"), romanzo sulle traversie della sua famiglia
- 1946 – Zabudnutý svet ("Un mondo dimenticato"), selezione di prose
- 1948 – Osudy slovenských výtvarníkov ("Recensioni di artisti slovacchi"), biografie romanzate di artisti
- 1949 – Profesor Klopačka, romanzo
- 1956 – Život nie je majáles ("La vita non è una danza di primavera")
- 1956 – Ondrejko
- 1957 – Ovocie dozrieva ("Il frutto matura")
- 1970 – Tam ožila sláva ("Lì visse la fama"), racconto memorialistico-documentario sulla ricostruzione del Castello di Bratislava